# MEX. das marktmagazin
MEX. das marktmagazin ist ein Wirtschafts- und Verbrauchermagazin des Hessischen Rundfunks. Die Erstausstrahlung fand am 16. Januar 1984 statt.

## Rahmenbedingungen und Inhalte
Derzeitiger Sendeplatz ist mittwochs um 20:15 im HR-Fernsehen. Darüber hinaus wird die Sendung auf tagesschau24 wiederholt. Moderiert wird die Sendung seit 2008 von Claudia Schick, geleitet von Thomas Hütsch. Die Sendung informiert über aktuelle Entwicklungen zum Verbraucherschutz, zu Gesundheits- oder arbeitsrechtlichen Themen, Fragen der IT-Sicherheit oder Finanzangelegenheiten. Ziel ist laut eigener Darstellung, „Missstände aufzudecken, Ärgernissen auf den Grund zu gehen und Konflikte aufzuzeigen“. In der Rubrik „Frag“ nehmen Experten aus den jeweiligen Fachgebieten zu aktuellen Themen Stellung, beispielsweise in „Frag Stellpflug“ der Chefredakteur der Zeitschrift Öko-Test, Jürgen Stellpflug, oder in „Frag Schreiber“ der IT-Experte Sebastian Schreiber.
Bis Mai 2015 wurde im Sendungstitel und im Logo das „e“ als Eurozeichen (€) dargestellt, mittlerweile lautet der Sendungstitel offiziell MEX. das marktmagazin, wobei das Logo in den Fernsehausstrahlungen, entsprechend den anderen Sendungen des hr-fernsehens, in Kleinschreibung (und nun ohne Eurozeichen) als „mex“ dargestellt wird; das Eurozeichen befindet sich hochgestellt in einem Kreis rechts davon. Dennoch findet man nach wie vor an einigen Stellen (wie etwa im hr-Teletext) das alte „m€x“-Logo.
2000–2007 wurde die Sendung von Sabine Elke moderiert.

## Ähnliche Sendungen
- Die Ratgeber (hr-fernsehen)
- Markt (WDR) und Markt (NDR)
- Marktcheck (SWR)
- Super.Markt (rbb Fernsehen)
- WISO (ZDF)